# Коронално изхвърляне на маса
Короналното изхвърляне на маса е значително изхвърляне на плазма от короната на Слънцето. Това явление често съпровожда слънчевите изригвания и обикновено се наблюдава по време на протуберанс. Плазмата се изхвърля в слънчевия вятър и може да се наблюдава чрез коронограф. Все пак, следва да се отбележи, че коронални изхвърляния на маса възникват и на други звезди освен Слънцето.
Короналните изхвърляния на маса често се свързват с други форми на слънчева активност, но широко прието теоретично разбиране на тази зависимост все още не е установено. Изхвърлянията най-често произлизат от активни области по слънчевата повърхност, като например групи от слънчеви петна. По време на слънчев максимум, Слънцето произвежда около три коронални изхвърляния на маса на ден, докато при слънчев минимум се наблюдава около едно изхвърляне на всеки пет дни.
Най-голямото записано геомагнитно смущение, причинено предполагаемо от въздействието на коронално изхвърляне на маса върху земната магнитосфера, е слънчевата буря от 1859 г., която нарушава работата на изградената американска телеграфна мрежа.

## Описание
Короналните изхвърляния на маса изхвърлят големи количества материя и електромагнитно излъчване в космоса над слънчевата повърхност, понякога достигайки отдалечените части на Слънчевата система. Изхвърляният материал е магнитизирана плазма, съставена главно от електрони и протони. Докато влиянието на слънчевите изригвания върху Земята са много бързи (ограничавано единствено от скоростта на светлината), короналните изхвърляния на маса са относително бавни, разгръщайки се при Алфвенова скорост. Короналните изхвърляния на маса са свързани с големи промени и смущения в короналното магнитно поле.

## Причини
Явлението на магнито пресъединение е тясно свързано както със слънчевите изригвания, така и с короналните изхвърляния на маса. В теорията на магнитохидродинамиката, внезапното преподреждане на линиите на магнитното поле, когато се доближат две магнитни полета с обратни посоки, се нарича „магнитно пресъединение“. При него се освобождава енергия, съхранявана в първоначалните магнитни полета. Тези линии на магнитното поле могат да се завъртят в спираловидна структура. Докато линиите се заплитат все повече, короналните изхвърляния на маса играят ролята на клапа, освобождаваща натрупаната магнитна енергия, която иначе би продължила да се натрупва безкрайно, докато не разруши Слънцето. Слънчевите изригвания и короналните изхвърляния на маса обикновено възникват в активни области от Слънцето, тъй като именно там магнитните полета са по-силни от обикновено.

## Влияние върху Земята
Когато изхвърлянето е насочено към Земята, ударната вълна на пътуващата маса причинява геомагнитна буря, която може да наруши земната магнитосфера като свива дневната страна и разширява нощната страна. Когато магнитосферата се пресъедини, тя освобождава енергия от порядъка на теравати, която след това се насочва обратно към земната горна атмосфера.
Енергийните частици от Слънцето могат да предизвикат сияния в големи области около магнитните полюси на Земята. Короналните изхвърляния на маса, също както слънчевите изригвания, могат да нарушат радиопредаванията и да нанесат щети по сателити и съоръженията на електропреносната мрежа. Високоенергийните протони могат да доведат до увеличаване на броя свободни електрони в йоносферата, особено в полярните области. Това увеличение на електроните от своя страна подпомага абсорбирането на радиовълните в йоносферата.

## Физични свойства
Обичайното коронално изхвърляне на маса може да има някои или всички три отличителни черти: кухина с ниска електронна плътност, плътно ядро и ярък водещ ръб. Освен в области на слънчева активност, изхвърлянията могат да настъпят и в по-спокойни региони на повърхността, макар в доста случаи въпросните спокойни региони са били активни. По време на слънчев минимум изхвърлянията се образуват главно около слънчевия магнитен екватор. По време на слънчев максимум те се сформират в активни области, чието разпределение по географска ширина е по-хомогенно.
Короналните изхвърляния на маса развиват скорости от 20 до 3200 km/s, като средната им скорост е около 489 km/s по данни на SOHO, събирани в периода 1996 – 2003 г. Средно се изхвърля по 1,6×1012 kg маса. Все пак, оценените стойности за масата на изхвърлянията представляват едва долна граница, тъй като коронографските изследвания предоставят само двуизмерни данни. Честотата на изхвърлянията зависи от фазата на слънчевия цикъл – от 0,2 на ден при слънчев минимум до 3,5 на ден при слънчев максимум. Тези стойности също обозначават долна граница, тъй като изхвърлянията, които не са насочени към Земята, обикновено не могат да се засекат чрез коронографи.
Сведенията за кинематиката на короналните изхвърляния на маса сочат, че изхвърлянето започва с фаза на първоначално пре-ускорение, характеризираща се с бавно нагорно движение, след която следва период на бързо ускорение, докато се постигне почти постоянна скорост. Все пак тези три етапа не присъстват при всички коронални изхвърляния на маса, а понякога дори и да има ясна фаза на ускорение, фазата на пре-ускорение може да липсва или поне да не е видима.